# Orica GreenEDGE/2012
Deze pagina geeft een overzicht van de Orica GreenEDGE-wielerploeg in 2012. Het is het eerste jaar van de ploeg. Het team is dit seizoen een van de 18 teams die het recht hebben, maar ook de plicht, deel te nemen aan alle wedstrijden van de UCI World Tour.
Op 1 mei 2012 werd bekend dat het Australische mijnbouw- en chemicaliënbedrijf Orica de nieuwe hoofdsponsor was.

## Algemeen
Sponsors: Orica, Scott, Santini SMS, Subaru
Algemeen manager: Shayne Bannan
Teammanager:  Matthew White
Ploegleiders: Neil Stephens, Vittorio Algeri, Lorenzo Lapage, Lionel Marie, Daniele Nardello,
Fietsen: Scott
Kleding: Santini SMS
Budget: 12,5 miljoen euro
Kopmannen: Matthew Goss, Sebastian Langeveld, Simon Gerrans

## Renners
| Naam                 | Geboortedatum | Nationaliteit | Contract t/m | Ploeg 2011                   |
| -------------------- | ------------- | ------------- | ------------ | ---------------------------- |
| Michael Albasini     | 20-12-1980    | Zwitserland   |              | Team HTC-High Road           |
| Fumiyuki Beppu       | 10-04-1983    | Japan         |              | Team RadioShack              |
| Sam Bewley*          | 22-07-1987    | Nieuw-Zeeland |              | Team RadioShack              |
| Jack Bobridge        | 13-07-1989    | Australië     | 2013         | Team Garmin-Cervélo          |
| Simon Clarke         | 18-07-1986    | Australië     |              | Astana                       |
| Baden Cooke          | 12-10-1978    | Australië     | 2013         | Saxo Bank-Sungard            |
| Allan Davis          | 27-07-1980    | Australië     |              | Astana                       |
| Julian Dean          | 28-01-1975    | Nieuw-Zeeland |              | Team Garmin-Cervélo          |
| Mitchell Docker      | 02-10-1986    | Australië     |              | Skil-Shimano                 |
| Luke Durbridge       | 09-04-1991    | Australië     |              | Team Jayco-Skins             |
| Simon Gerrans        | 16-05-1980    | Australië     |              | Sky ProCycling               |
| Matthew Goss         | 05-11-1986    | Australië     |              | Team HTC-High Road           |
| Michael Hepburn      | 17-08-1991    | Australië     |              | Team Jayco-Skins             |
| Leigh Howard         | 18-10-1989    | Australië     |              | Team HTC-High Road           |
| Daryl Impey          | 06-12-1984    | Zuid-Afrika   |              | Team Netapp                  |
| Jens Keukeleire      | 23-11-1988    | België        |              | Cofidis                      |
| Aidis Kruopis        | 26-10-1986    | Litouwen      |              | Landbouwkrediet              |
| Brett Lancaster      | 15-11-1979    | Australië     |              | Team Garmin-Cervélo          |
| Sebastian Langeveld  | 05-04-1984    | Nederland     |              | Rabobank                     |
| Robbie McEwen*       | 24-04-1972    | Australië     | 2012         | Team RadioShack              |
| Christian Meier      | 21-02-1985    | Canada        |              | Unitedhealthcare Pro Cycling |
| Cameron Meyer        | 11-01-1988    | Australië     | 2013         | Team Garmin-Cervélo          |
| Travis Meyer         | 08-06-1989    | Australië     | 2013         | Team Garmin-Cervélo          |
| Jens Mouris          | 12-03-1980    | Nederland     |              | Vacansoleil-DCM              |
| Stuart O'Grady       | 06-08-1973    | Australië     | 2013         | Team Leopard-Trek            |
| Wesley Sulzberger    | 20-10-1986    | Australië     |              | Française des Jeux           |
| Daniel Teklehaimanot | 10-11-1988    | Eritrea       | 2013         | ploegloos                    |
| Svein Tuft           | 09-05-1977    | Canada        |              | Team SpiderTech-C10          |
| Tomas Vaitkus        | 04-02-1982    | Litouwen      | 2013         | Astana                       |
| Pieter Weening       | 05-04-1981    | Nederland     |              | Rabobank                     |
| Matthew Wilson       | 01-10-1977    | Australië     |              | Team Garmin-Cervélo          |

- McEwen gestopt mei 2012, vervangen door Sam Bewley

## Belangrijke overwinningen

### Wegwielrennen
| Jayco Bay Cycling Classic Eindklassement: Allan Davis NK wielrennen Australië - wegwedstrijd: Simon Gerrans Australië - individuele tijdrit: Luke Durbridge Canada - individuele tijdrit: Svein Tuft Eritrea - wegwedstrijd: Daniel Teklehaimanot Eritrea - individuele tijdrit: Daniel Teklehaimanot Tour Down Under Eindklassement: Simon Gerrans Tirreno-Adriatico 1e etappe (ploegentijdrit): Matthew Goss, Stuart O'Grady, Sebastian Langeveld, Jens Mouris, Baden Cooke, Tomas Vaitkus, Cameron Meyer, Svein Tuft Milaan-San Remo Winnaar: Simon Gerrans Ronde van Catalonië 1e etappe: Michael Albasini 2e etappe: Michael Albasini Eindklassement: Michael Albasini | Ronde van het Baskenland 2e etappe: Daryl Impey Ronde van de Sarthe 3e etappe (individuele tijdrit): Luke Durbridge Eindklassement: Luke Durbridge Ronde van Italië 3e etappe: Matthew Goss Ronde van Noorwegen 3e etappe: Aidis Kruopis Critérium du Dauphiné Proloog: Luke Durbridge Tour de Beauce 4e etappe: Svein Tuft Ronde van Slovenië 2e etappe: Daryl Impey Ronde van Zwitserland 8e etappe: Michael Albasini Ronde van Polen 4e etappe: Aidis Kruopis | Eneco Tour 2e etappe (ploegentijdrit): Sebastian Langeveld, Leigh Howard, Jens Keukeleire, Aidis Kruopis, Luke Durbridge, Jens Mouris, Svein Tuft, Fumiyuki Beppu 6e etappe (individuele tijdrit): Svein Tuft Ronde van Spanje 4e etappe: Simon Clarke Ronde van Poitou-Charentes 1e etappe: Aidis Kruopis 2e etappe: Aidis Kruopis 4e etappe (individuele tijdrit): Luke Durbridge Eindklassement: Luke Durbridge Grote Prijs van Quebec Winnaar: Simon Gerrans Ronde van Groot-Brittannië 2e etappe: Leigh Howard Textielprijs Vichte Winnaar: Jens Keukeleire Duo Normand Winnaars: Luke Durbridge en Svein Tuft |

### Piste
Australische kampioenschappen
Achtervolging: Michael Hepburn
Ploegenachtervolging: Jack Bobridge
Scratch: Jack Bobridge
Puntenkoers: Jack Bobridge
Ploegkoers: Leigh Howard
Zesdaagse van Berlijn
winnaars: Cameron Meyer en Leigh Howard
Wereldbeker Londen
Ploegenachtervolging: Michael Hepburn en Jack Bobridge
Wereldkampioenschap baanwielrennen
Puntenkoers: Cameron Meyer
Mannen: 2012 · 2013 · 2014 · 2015 · 2016 · 2017 · 2018 · 2019 · 2020 · 2021 · 2022 · 2023 · 2024  · 2025
Vrouwen: 2012 · 2013 · 2014 · 2015 · 2016 · 2017 · 2018 · 2019 · 2020 · 2021 · 2022 · 2023 · 2024 · 2025
AG2R-La Mondiale · Astana · BMC Racing Team · Euskaltel-Euskadi · FDJ-Big Mat · Team Garmin-Sharp-Barracuda · Katjoesja · Lampre-ISD · Liquigas-Cannondale · Lotto-Belisol · Team Movistar · Omega Pharma-Quick Step · Orica-GreenEdge · Rabobank · RadioShack-Nissan-Trek · Saxo Bank-Tinkoff Bank · Sky ProCycling · Vacansoleil-DCM